# Stade Josy-Barthel
Le stade Josy-Barthel (anciennement Stade municipal)  est un stade luxembourgeois de 9 125 places assises en configuration football.
Il se situe dans la ville de Luxembourg (quartier de Belair).

## Histoire
Il est inauguré en 1931. Rénové en 1989-1990, il accueille les matchs de l'équipe nationale de football. Ce stade possède une piste d'athlétisme qui est utilisé par le club du Spora CAL Luxembourg.
Il accueille également les matchs de coupes d'Europe des clubs luxembourgeois, leurs stades respectifs étant trop petits pour accueillir un match de Coupe d'Europe, ainsi que les matches de l'Équipe du Luxembourg de rugby à XV dans le cadre des Qualifications pour la Coupe du monde de rugby à XV 2015.
Il porte le nom de l'athlète et homme politique luxembourgeois Josy Barthel depuis juillet 1993, qui a gagné la médaille d'or du 1 500 mètres aux Jeux olympiques d'été de 1952 à Helsinki.
Il est condamné à être démoli, une fois le nouveau stade de Luxembourg mis en service, initialement en octobre 2019,, puis repoussé au 1er septembre 2021 ; l'ancien stade sera remplacé par des logements.